# The Independent
The Independent er en britisk avis, grundlagt i 1986. 
Oplaget var i august 2007 240.116 (hverdage) og 216.371 (søndage). Siden september 2003 er avisen udgivet i tabloid-format (som The Independent dog kalder "compact").[kilde mangler]
Danske Information har et vist redaktionelt samarbejde med The Independent.[kilde mangler]
Den 12. februar 2016 annoncerede avisen at man ville stoppe med at udgive den trykte udgave af The Independent. Den sidste trykte udgave af The Independent on Sunday udkom den 20. marts og den efterfølgende lørdag udkom den sidste udgave af The Independent. Fremover findes The Independent kun som online medie.